# Mehragān-e ‘Olyā
Mehragān-e ‘Olyā (persiska: Mehrakān-e Bālā, مهرکان بالا, مهرگان عليا, مهرگان بالا) är en ort i Iran.   Den ligger i provinsen Hormozgan, i den södra delen av landet, 1 000 km söder om huvudstaden Teheran. Mehragān-e ‘Olyā ligger 23 meter över havet och antalet invånare är 702.
Terrängen runt Mehragān-e ‘Olyā är platt åt sydväst, men åt nordost är den kuperad. Runt Mehragān-e ‘Olyā är det glesbefolkat, med 11 invånare per kvadratkilometer. Mehragān-e ‘Olyā är det största samhället i trakten. Trakten runt Mehragān-e ‘Olyā är ofruktbar med lite eller ingen växtlighet.